# Rad HAZU: Matematičke znanosti
Rad Hrvatske akademije znanosti i umjetnosti: Matematičke znanosti matematički je časopis koji objavljuje originalne znanstvene radove iz svih područja čiste i primijenjene matematike. Časopis izdaje Hrvatska akademija znanosti i umjetnosti. Članovi uredništva su matematičari, redoviti članovi i članovi suradnici HAZU. Časopis izlazi od 1982. godine. Prvi glavni urednik bio je Vladimir Volenec. Od 2013. godine glavni urednik je Andrej Dujella.
Članke iz časopisa referira (»od korica do korica«) Mathematical Reviews (MathSciNet) i Zentralblatt MATH. Mathematical Citation Quotient časopisa za 2023. godinu je 0.24. Počevši od Sveska 15 (2005.), časopis je indeksiran u Emerging Sources Citation Index, koja je dio baze podataka Web of Science Core Collection. Journal Impact Factor (JIF) časopisa za 2023. jest 0.5 (Q3 u Mathematics). Journal Citation Indicator (JCI) za 2023. je 0.51 (Q3 u Mathematics). Od 2015. godine časopis je indeksiran u bazi Scopus. CiteScore časopisa za 2023. godinu je 0.9, SJR 2023 je 0.224, SNIP 2023. je 0.614. Časopis je uključen u Directory of Open Access Journals.
Do sada je objavljeno 29 svezaka časopisa. Cjeloviti tekstovi svih članaka dostupni su u digitalnoj zbirci Hrvatske akademije znanosti i umjetnosti (DiZbi). Počevši od Sveska 15, cjeloviti tekstovi dostupni su na portalu Hrčak.